# ۲۰۲ (قمری)
۲۰۲ (قمری)، دویست و دومین سال در گاهشماری هجری قمری است. اول محرم این سال برابر با بیست و چهارم ژوئیه سال ۸۱۷ میلادی است.

## درگذشتگان
- احمد بن موسي الكاظم : پسر ارشد موسی کاظم و برادر علی بن موسی الرضا .
- سید علاءالدین حسین فرزند موسی کاظم